# کیوسی تسوکوی
کیوسی تسوکوی (انگلیسی: Kyousei Tsukui; ۲۷ مارس ۱۹۶۱ – ) صداپیشگی در ژاپن، و موسیقی‌دان اهل ژاپن بود. وی بین سال‌های ۱۹۸۳ تا ۲۰۲۳ میلادی فعالیت می‌کرد.